# Lijst van straten in Middelburg
Dit is een lijst van straten en pleinen in de gemeente Middelburg met hun oorsprong en/of betekenis.

## Straten inMiddelburg

### A
- A. Pouwerstraat - Abraham Pouwer, Nederlands militair, omgekomen tijdens de Tweede Wereldoorlog.[1]
- Abbé de St. Pierrelaan - Charles-Irénée Castel, Abbé de Saint-Pierre, (1658-1743) Franse filosoof.[2]
- Abdijplein - Het plein van de Middelburgse Abdij.
- Abeelseweg - Nieuwe Abeele, buurtschap.
- Abelenlaan - Witte abeel, boom uit de wilgenfamilie.
- Achter de Houttuinen - Naar de voormalige houthandel Alberts & Co.[3]
- Achter het Hofplein - Straat achter het voormalige Hofplein.
- Adelaarstraat - Adelaar, ofwel arend, roofvogel.
- Adriaen Coortestraat - Adriaen Coorte, Nederlandse kunstschilder uit de 17e eeuw, waarschijnlijk heeft hij gewoond in Middelburg.
- Adriaen Lauwereyszstraat - Adriaen Lauwereysz, protestantse martelaar, in februari 1530 in Middelburg ter dood veroordeeld.[4]
- Adriaen Obrysstraat - Adriaen Obry (of Obrys), bijgenaamd schoenmaker, predikant in Veere en Middelburg vanaf 1566. In 1570 uit Middelburg verbannen.[5]
- Adriaen van de Vennestraat - Adriaen van de Venne, Nederlands kunstschilder uit de 17e eeuw.
- Agaat - Agaat, een fijnkristallijne, doorzichtige steen.
- Althoornweg - De Althoorn is een koperen blaasinstrument.
- Amnestylaan - Amnesty International, vereniging die de naleving van mensenrechten beoogt.
- Ampèreweg - Ampère, eenheid van elektrische stroomsterkte.
- Anodeweg - Anode, pool waaruit elektrische stroom een elektrisch apparaat binnenstroomt.
- Anton de Komstraat - Anton de Kom, Surinaamse antikoloniale schrijver, nationalist en verzetsstrijder tijdens de Tweede Wereldoorlog.
- Arie van Driellaan - Arie van Driel, verzetsstrijder tijdens de Tweede Wereldoorlog, gefusilleerd op 30 april 1945.
- Armeniaans Schuitvlot - Hier meerden boeren hun schuitjes aan in de 16e eeuw om goederen te verhandelen.[3]
- Arnelaan - Arne, een voormalig riviertje dat Middelburg verbond met de Schelde.
- Arnesteinweg - Industrieterrein Arnestein, genoemd naar verdwenen buitenplaats Arnestein
- Asserlaan - Tobias Asser, speelde een belangrijke rol bij de Haagse Vredesconferentie van 1899, ontving als enige Nederlander de Nobelprijs voor de Vrede (1911).[6]
- Augustijnenstraat - Weg achter het voormalig Augustijnenklooster.[7]

### B
- Baaijenompad - Ompad, ander woord voor omweg, Baaijen verwijst naar een achternaam.
- Baanstraat - Houtbaan, hier lag vroeger hout opgeslagen.[3]
- Baarnselaan - Baarn, plaats in de provincie Utrecht.
- Baarsjesstraat - Waarschijnlijk vernoemd naar herberg de Gulden Baars, die rond de 18e eeuw in de omgeving stond.[8]
- Bachtensteene - Bachtensteen, klooster van de cellezusters.[9]
- Bachweg - J.S. Bach, Duitse componist.
- Balans - Balans- of Waaggebouw, stond hier tussen 1523-1823.[10]
- Baljuwlaan - Baljuw, voormalige functie van rechterlijk ambtenaar.
- Balkengat - Voormalige scheepswerf VOC.
- Banckertplein - Adriaen Banckert, begraven in de voormalige Noordmonsterkerk in Middelburg.
- Banckertstraat - Idem
- Bastion - Bastion, op het Bolwerk.
- Beddewijkstraat - Herkomst naamgeving onduidelijk.
- Beenhouwerssingel - Beenhouwer, voormalige benaming voor slager.
- Belfort - Belfort, middeleeuwse wachttoren met stormklok.
- Bellinkplein - Bellink of Belk, een door grachten of sloten omgeven, ook wel omheinde, afgepaalde weide. Het water was waarschijnlijk een aftakking van het riviertje de Arne.[11]
- Bellinkstraat - Idem
- Beneluxlaan - Benelux, samenwerkingsverband tussen België, Nederland en Luxemburg.
- Benensonstraat - Peter Benenson, Britse jurist en oprichter van Amnesty International.
- Bergeendstraat - Bergeend, een halfgans, eendachtige vogel.
- Berkenlaan - Berk, een boomsoort.
- Bernardus Smytegeltstraat - Bernardus Smytegelt (1665-1739), gereformeerd predikant, preekte vanaf 1695 in Middelburg.
- Bessie Smithstraat - Bessie Smith, Amerikaanse blueszangeres.
- Beukenlaan - Beuk, een bomensoort.
- Bierkaai - Kade waar vroeger bier gelost werd.[12]
- Biesbosstraat - Biesbosch, natuurgebied op de grens van Noord-Brabant en Zuid-Holland.
- Billie Holidaystraat - Billie Holiday, Amerikaanse jazzzangeres.
- Blauwedijk - Aan deze dijk stond in de 17e eeuw een textielververij die, door de VOC ingevoerde, indigo verwerkte.[13]
- Bleek - Hier waren textielblekerijen.[11]
- Bleekersgang - Steeg naar de blekerijen.
- Blindenhoek - Blinden, waarschijnlijk zat hier vroeger opvang, of bedelden ze hier.
- Bluesroute - Blues, een muziekgenre.
- Bodenplaats -
- Bogardstraat - Bogarden, tot en met 1574 was er een bogardenklooster in Middelburg gevestigd.
- Bosschaartweg
- Boudaenlaan - Jan Boudaen Courten (1635-1716), heer van Sint Laurens, Schellach en Popkensburg.
- Braakmanstraat - Braakman, voormalige zeearm van de Westerschelde.
- Brakstraat - Brak, herkomst onzeker, mogelijk naar huis De Brakke, of naar vroegere barak[14] of naar brakke kwel.[15]
- Brandenburglaan - Jaap Brandenburg (1899-1957), communistisch verzetsstrijder
- Branderijmolengang - Alhier stond tot in de tweede helft van de 19e eeuw de zogenaamde Branderijmolen.
- Bree - Voormalige Bagynestraat.
- Breedmede - Bretmede, mede betekent weide/perceel. Stond op de eigendomslijst van de Abdij van Echternach (1181-1210).[16]
- Breestraat -
- Breeweg -
- Briandlaan - Aristide Briand (1862-1932), Frans staatsman, ontving Nobelprijs voor de Vrede in 1926.
- Brigdamseweg - Brigdamme, buurtschap ten noorden van Middelburg.
- Brigittadreef - Brigitta, Iers heilige aan wie de kapel te Brigdamme zou zijn gewijd. Deze verklaring van de plaatsnaam wordt echter niet meer aanvaard[17]
- Briljant - Briljant, diamant geslepen volgens het briljantslijpsel.
- Bruggemede - Bruggenmede, stond op de eigendomslijst van de Abdij van Echternach (1181-1210).[16]
- Buddy Hollystraat - Buddy Holly (1936-1959), Amerikaans rock-'n-rollzanger.
- Buitenhove - Verwijst in algemeen naar een buitenhof.[16]
- Buitenhovelaan - Idem.
- Buitenhoveplantsoen - Idem.
- Buitenruststraat - verwijst naar buitenplaats Buitenrust
- Burgemeester Baaslaan - Willem Baas (1905-1998), burgemeester van Sint Laurens (1952-1966)
- Burgemeester Dregmansstraat - Jan Lambertus Dregmans (1900-1994), burgemeester van Koudekerke (1935-1942, 1944-1966)
- Burgerweidestraat
- Burggang - verwijst naar de ringwalburg waaraan de stad Middelburg haar naam dankt

### C
- C.W. Sturmstraat - Cornelis Willem Sturm Nederlands militair, omgekomen tijdens de Tweede Wereldoorlog.[1]
- Carillon - Carillon, met klavier bespeelbaar klokkenspel.
- Carl Perkinsstraat - Carl Perkins (1932-1998), Amerikaanse rockabillymuzikant.
- Cassinstraat - René Cassin, Franse jurist, kreeg Nobelprijs voor de vrede.
- Charlie Parkerstraat - Charlie Parker, Amerikaanse jazz muzikant.
- Cleene Hoogeweg - Cleyn Hooge Boogaart, een voormalige boomgaard behorende tot landgoed Ter Hooge.[18]
- Compagnieplein - Verwijzing naar de V.O.C.

### D
- Dam - Dam in de Arne, aangelegd tussen 1266 en 1301.[19]
- Damplein - Idem.
- Dampoortstraat - Naar de Voormalige Dampoort.
- Dampoortweg - Idem.
- Daniëlsland - Land van Daniël, stond op de lijst van de Abdij van Echternach.[16]
- Dauwendaelselaan - Dauwendaele, boerderij, sinds 1968 kinderboerderij Klepperhoeve.[16]
- Dauwendaelsestraat - Idem.
- De Aanloop - Weg bij een sportpark, refereert letterlijk naar een aanloop bij sport.
- De Beiaard - Beiaard, een met klavier bespeelbaar muziekinstrument met klokken.
- De Driehoek - Garageplein in de vorm van een driehoek.
- De Krammer - Krammer, water, ten westen van het Volkerak.
- De Meylaan - Johannes de Mey (1617-1678), theoloog.[20]
- De Overloper - Voormalige Dauwendaalseweg.[16]
- De Ruyterstraat - Michiel de Ruyter (1607-1676), Nederlandse admiraal en zeeheld.
- De Stoppelaartuin - Gerardus Nicolaas de Stoppelaar (1825-1899), Middelburgse advocaat.[21]
- De Warande - Warande, algemene benaming voor een jachtterrein.
- Deurloostraat -Deurloo, voormalig zeegat ten zuiden van Walcheren.[22]
- Diamant - Diamant, hard materiaal van koolstof.
- Diezestraat - Dieze, een zijrivier van de Maas.
- Dillenburglaan - Dillenburg, plaats in Duitsland, het slot aldaar is het voorvaderlijke kasteel van Huis Nassau.
- Dinkelstraat - Dinkel, een riviertje in het grensgebied van Nederland en Duitsland.
- Diodeweg - Diode, stroomrichtingsgevoelige halfgeleider.
- Dirck Arentszstraat - Dirck Arentsz, een figuur uit de 16e eeuw in Zeeland die betrokken was bij de Reformatie en in 1527 ter dood werd gebracht voor het stadhuis van Middelburg[23].
- Dirck van Delenstraat - Dirck van Delen (1604/5-1671), Nederlandse kunstschilder en burgemeester, woonde van 1626 tot zijn dood in Arnemuiden.
- Dokstraat
- Dolfijnstraat - Buitenplaats Den Dolphijn lag vroeger ter hoogte van deze straat.[24]
- Domburgs Schuitvlot
- Dommelstraat - Dommel, een beek en rivier in de Kempen en de Meierij van 's-Hertogenbosch.
- Doornlaan - Esdoorn, een soort loofboom.
- Dordtse Kilstraat - Dordtsche Kil, een getijrivier.
- Dorus Rijkersstraat - Dorus Rijkers (1847-1928), Nederlandse visser en redder van schipbreukelingen.
- Drechtstraat - Drecht, een rivier.
- Driewegenhof - Voormalige hofstede, stond in de buurt van de Schroeweg.[16]
- Duke Ellingtonstraat - Duke Ellington (1899-1974), Amerikaanse jazzpianist.
- Duunmede - landbezit van de abdij Echternach op Walcheren[25]
- Dwarskaai
- Dwarsstraat

### E
- Eddie Boydstraat - Eddie Bloyd (1914-1994), Amerikaans Blues zanger.
- Eduard Vetermanstraat - Eduard Veterman (1901-1946), Nederlands schrijver, actief in het verzet tijdens de Tweede Wereldoorlog.
- Eendrachtsweg - Eendracht, naam van voormalige kruitfabriek, later hofstede, die hier gelegen was.
- Eigenhaardstraat - Eigen haard, alternatieve benaming voor eigen woning.
- Eikenlaan - Eik, een boom.
- Elektraweg - Elektriciteit, natuurkundig effect door elektronenbeweging.
- Elmersland - Land van Elmer, stond op de lijst van de Abdij van Echternach.[16]
- Elmore Jamesstraat - Elmore James, Amerikaans bluesgitarist en zanger.
- Elvis Presleystraat - Elvis Presley, Amerikaans popzanger.
- Esdoornlaan - Esdoorn, geslacht van loofbomen.
- Espenlaan - Esp, soort populier.
- Essenlaan - Es, een loofboom.
- Etty Hillesumstraat - Etty Hillesum, slachtoffer van de Shoah, afkomstig uit Middelburg.
- Euromarkt - Euro, Europese munteenheid.
- Europalaan - Europa, werelddeel, deel van het continent Eurazië.
- Ewisland - Land van Ewis, stond op de lijst van de abdij van Echternach.[16]

### F
- Fagotweg - Fagot, een houten blaasinstrument.
- Fats Dominoweg - Fats Domino (1928-2017), Amerikaanse r&b-zanger en -pianist.
- Fazantenhof - Fazant, een vogel.
- Ferdinandus Gomes Alemanstraat - Ferdinandus Gomes Aleman, magistraat van Middelburg aan het einde van de 16e eeuw.[26]
- François Ryckhalspad - François Ryckhals, Nederlands kunstschilder uit de 17e eeuw, afkomstig uit Middelburg.
- Frans Duwaerstraat - Frans Duwaer, verzetsstrijder in Amsterdam tijdens de Tweede Wereldoorlog, gefusilleerd in 1944.

### G
- G. de Pagterstraat - Gerardus de Pagter (1915-1943), oorlogsslachtoffer.[27]
- Galmgat - Galmgat, opening in een muur bij luidklokken.
- Gandhistraat - Mahatmi Gandhi (1869-1948), politicus en leider van Indiase onafhankelijkheidsbeweging.
- Ganzengang - Vernoemd naar het Ganzewater dat daar lag.[28]
- Geerepad - Geere, verwijst mogelijk naar een oud water in Walcheren,[29] of naar een spits toelopend stuk grond.[19]
- Geerepassage - Idem.
- Geersesweg - Onduidelijk.
- Geleijn d'Hoorneplein - Geleijn Janszn. d'Hoorne (-1575), stichter van een calvinistische gemeente in Middelburg.[30]
- Generaal Eisenhowerlaan Dwight David Eisenhower (1890-1969), Amerikaans legerofficier, politicus, en later president.
- Generaal Hakewill Smithlaan - Edmund Hakewill-Smith (1896-1986), Brits legerofficier.[31]
- Generaal Simondsstraat - Guy Simonds (1903-1974), Canadees legerofficier,
- Gerbrandylaan - Pieter Sjoerds Gerbrandy (1885-1961), Nederlands politicus.
- Gerrit van der Veenstraat - Gerrit van der Veen (1902-1944), Nederlandse beeldhouwer, en verzetsstrijder tijdens de Tweede Wereldoorlog.
- Gervinsland - landbezit van de abdij Echternach op Walcheren.[25]
- Girsesland - landbezit van de abdij Echternach op Walcheren.[25]
- Godinstraat - Elisabeth Catharina Godin, ambachtsvrouwe,[32] erfde de heerlijkheid Sint Laurens op 16 april 1762, maar verkocht het op 22 april.[33]
- Goese Korenmarkt - Hier stond vroeger bij de sasbrug een Goese korenbeurs, afgebroken in de 18e eeuw.[34]
- Golsteinseweg
- Gortstraat
- Goudend
- Goudplevierhof
- Granaat
- Granaatplaats
- Gravenstraat
- Grenadierweg
- Grevelingenstraat
- Griffioenpad
- Griffioenstraat
- Groenmarkt - Markt, eind 16e eeuw aangelegd op grond van de abdij, waar mogelijk groente werd verhandeld maar in de 18e eeuw enkel fruit en aardappelen.[34]
- Grootmede - landbezit van de abdij Echternach op Walcheren.[25]
- Grote Sternstraat - Grote stern, een soort zeevogel, verwant aan meeuwen.
- Gruttostraat - Grutto, een soort weidevogel.

### H
- Hagepreekgang - Hier werden na de Beeldenstorm van 1566 in een pakhuis calvinistische diensten gehouden.[30]
- Hammarskjöldlaan
- Haneveltweg
- Hannie Schaftstraat
- Hans Lipperheystraat, Hans Lipperhey (ca. 1570-1619), Duits-Nederlandse brillenmaker en lenzenslijper, vaak geassocieerd met de uitvinding van de telescoop, woonde in Middelburg.
- Haringplaats - Verwijst naar een vroergere haringinleggerij.[34]
- Haringvlietstraat - Het Haringvliet, een zeearm.
- Havendijk
- Havendijkstraat
- Havenstraat
- Haymanstraat
- Hazelaarslaan
- Heerlijkheidsweg
- Helm
- Henry Dunantlaan
- Herberdsland - landbezit van de abdij Echternach op Walcheren.[25]
- Herbie Mannstraat - Herbie Mann (1930-2003), Amerikaans jazzmusicus.
- Herculesweg
- Herengracht
- Herenstraat
- Hertzweg
- Het Groene Woud
- Het Zwin
- Hof ter Veste
- Hof van Sint Jan
- Hof van Sint Pieter
- Hofplein
- Hoge Geere
- Hooge Meestraat
- Hoogelandsewegje
- Hoogstraat
- Houtkaai
- Howlin' Wolfstraat
- Hugo de Grootlaan
- Hunniusstraat
- Huybregt de Hasestraat

### I
- IJplein - Het IJ, rivier en voormalige zeearm in Noord-Holland.
- IJsselstraat - IJssel, rivier in Gelderland en Overijssel.
- Industrieweg - Industrie, deel van de economie.
- Isaac Beeckmanstraat - Isaac Beeckman (1588-1637), natuurkundige, ingenieur en meteoroloog, geboren in Middelburg.
- Isabellagang

### J
- J. Brasserstraat - Jakob Brasser, oorlogsslachtoffer.[35]
- J. Huizingalaan - Johan Huizinga (1872-1945), Nederlandse historicus.
- J.J. Smitstraat - Johan Jacobus Smit (1910-1941), oorlogsslachtoffer.[36]
- J.V. Sprengerlaan - Johan Valentyn Sprenger (1734-1794), ontvanger-generaal van de provincie Zeeland.[37]
- Jacob Catsstraat - Jacob Cats (1577-1660), Nederlands dichter, woonde een deel van zijn leven in Middelburg, onder meer als pensionaris.
- Jacob Magnusstraat
- Jacob Pieterse Boreelstraat
- Jacob Roggeveenhof - Jacob Roggeveen (1659-1729), Nederlands ontdekkingsreiziger, ontdekker van Paaseiland
- Jan Arentsen Boomstraat
- Jan Campertstraat - Jan Campert (1902-1943), Nederlands schrijver en verzetsstrijder.
- Jan van Hoofkwartier - Jan van Hoof (1922-1944), Nederlandse verzetsstrijder.
- Janis Joplinstraat - Janis Joplin (1943-1970), Amerikaanse zangeres.
- Jasmijnstraat - Jasmijn, plantensoort uit de olijffamilie.
- Jazzroute - Jazz, een muziekgenre.
- Jodengang - Verwijzing naar de Joodse begraafplaats, gelegen aan deze gang sinds 1655.
- Johan Constantin Mathiasstraat -
- Johan Costenobelstraat -
- Johan de Brunestraat - Johan de Brune de Oude (1588-1658), raadpensionaris van Zeeland (1649-1657) en schrijver.
- Johan Guiliëlmus Schorerstraat -
- Johan Hieronimus Huijssenstraat -
- Johan Lesagestraat -
- Johan Pieter van den Brandestraat - Johan Pieter van den Brande (1734-1794), ridder-baronet van Gapinge, Krabbendijke en Kouwerve, en burgemeester van Middelburg.[38][bron?]
- Johan van Reigersbergstraat
- Johan Wilhelm Thibautstraat - Johan Wilhelm Thibaut (1701-1759), heer van Aagtekerke en Domburg-Buiten, burgemeester van Middelburg.
- Johannes Postkwartier - Johannes Post (1906-1944), Nederlandse verzetsstrijder.
- John Coltranestraat - John Coltrane (1926-1967), Amerikaans jazzsaxofonist.
- John Lee Hookerstraat - John Lee Hooker (1917-2001), Amerikaanse blueszanger.
- John Lennonplein - John Lennon (1940-1980), Brits muzikant, lid van de Beatles.
- Johnny Cashstraat - Johnny Cash (1932-2003), Amerikaans countryzanger.
- Joost de Moorstraat - Joost de Moor (ca. 1548-1618), Nederlandse viceadmiraal.

### K
- Kalverstraat
- Kanaalweg
- Kanteel
- Kapoengang
- Karel Doormanplein, Karel Doorman (1889-1942), Nederlands schout-bij-nacht.
- Karelsgang
- Kastanjelaan
- Kasteelstraat
- Keetenstraat
- Keldermansstraat
- Kerklaan
- Kerksteeg
- Kerktoren
- Kerspel
- Kesteloostraat
- Keurhove
- Kievithof
- Kinderdijk
- Kingstraat, Martin Luther King (1929-1968), Amerikaans politiek leider, ontving de Nobelprijs voor de Vrede.
- Klarebeeklaan
- Klarinetweg
- Klein Vlaanderen
- Kleine Werfstraat
- Kleverskerksejaagpad
- Kleverskerkseweg
- Klokketoren
- Koepel
- Koepoortlaan
- Koepoortstraat
- Koestraat
- Koningin Emmastraat
- Koningin Julianastraat
- Koningin Wilhelminastraat
- Koninginnelaan
- Koorkerkhof - Hof van de Koorkerk.
- Koorkerkstraat - Koorkerk.
- Koos Vorrinkstraat
- Koperwiekkade
- Korczakstraat
- Korendijk
- Kornoeljelaan
- Korte Burg - Vormde samen met de Lange Burg een dwarslijn door de voormalige ringwalburg.[34]
- Korte Delft
- Korte Giststraat
- Korte Noordstraat
- Koudekerkseweg
- Kousteensedijk
- Kraanstraatje
- Kreekrakstraat
- Kriekenhof
- Kriekenhofstraat
- Kromme Weele
- Kruisweg
- Kruitmolenlaan
- Kuipers-Rietbergkwartier
- Kuiperspoort
- Kuipersweg

### L
- L.J.A. Hoogenboomstraat - Leendert Jakobus Adrianus Hoogenboom (1912-1945) oorlogsslachtoffer.[39]
- Laan der Commando's
- Laan der Verenigde Naties
- Laan van London
- Laan van Nieuwenhove
- Laan van Popkensburgh
- Lambrechtstraat
- Lammerensteeg
- Landluststraat
- Lange Delft
- Lange Geere
- Lange Noordstraat
- Langeviele
- Langevielesingel
- Langevieleweg
- Latijnse Schoolstraat - Aan deze straat stond een gymnasium, ook wel Latijnse School genoemd.[34]
- Laurens Stommespad - Stommes is waarschijnlijk een verbastering van de Zeeuwse achternaam Dommis, wie Laurens was is niet bekend.[40]
- Laurens Stommesweg - Idem.
- Lazarijstraat
- Leeuwerikstraat
- Leliëndaalsedreef
- Leliëndaalseweg
- Leliestraat
- Lijsterbeslaan
- Lingestraat
- Lombardstraat
- Londensekaai
- Looierssingel
- Loskade
- Lous Armstrongstraat
- Lutulistraat

### M
- M.H. Boassonlaan - Marc Herman Boasson (1887-1943), voormalig wethouder van Middelburg, slachtoffer van de Sjoah.[41]
- M. Smalleganghof
- Maasstraat - De Maas, een rivier in West-Europa.
- Maisbaai
- Marcus de la Palmastraat
- Markt
- Marshall-laan
- Mastgatstraat
- Mazzinilaan
- Meanderhof
- Meanderlaan
- Meestoof
- Meiveldpad
- Memphis Slimstraat
- Merwedestraat - Merwede, een getijrivier in Zuid-Holland en Noord-Brabant.
- Mezenhof
- Michaelsdreef
- Minaret - Een minaret, een toren die aan of bij een moskee staat.
- Moerland
- Molenberg
- Molenwater - Het Molenwater is een voormalig waterreservoir, dat is gedempt.
- Molstraat - Een mol ofwel krabbelaar, een scheepje dat modder van de havenbodem schraapte, dat lag hier waarschijnlijk aangemeerd.[34]
- Morksstraat
- Mortiereboulevard
- Mortierestraat
- Mosselkreekstraat
- Muddy Watersstraat - Muddy Waters (1913-1983), Amerikaanse zanger.

### N
- Nachtegaalstraat
- Nadorstweg - Nadorst, naam van een voormalige herberg.[18]
- Naereboutstraat
- Nagtglasstraat
- Nassaulaan
- Nederstraat
- Nieuwe Burg
- Nieuwe Haven
- Nieuwe Kerkgang
- Nieuwe Kleverskerkseweg
- Nieuwe Oostersestraat
- Nieuwe Vlissingseweg - Hoofdverbinding met Vlissingen aan de westzijde van het Kanaal door Walcheren, verving als hoofdroute de Oude Vlissingseweg
- Nieuwe Wal
- Nieuwenhovenseweg
- Nieuwepoortstraat
- Nieuwerkerckeplein
- Nieuwervestraat
- Nijverheidsweg
- Nina Simonestraat
- Noordbolwerk
- Noordmede - landbezit van de abdij Echternach op Walcheren.[25]
- Noordmonsterweg
- Noordpoortplein
- Noordpoortstraat
- Noordsingel
- Noordweg

### O
- Obsidiaan
- Ohmweg
- Olivier Corbaultstraat
- Olmenhof
- Olmenlaan
- Omloop
- Onder den Toren - gelegen aan de voet van de Abdijtoren (Lange Jan).
- Onyxplaats
- Oosterscheldestraat - Oosterschelde, voormalige zeearm in Zeeland.
- Oosterse Lageweg
- Oostgatstraat - Oostgat, vaargeul in de monding van de Westerschelde.
- Oostkerkplein - Plein bij de Oostkerk.
- Oostkerkstraat - Straat ten noorden van de Oostkerk.
- Oostmede - Landbezit van de abdij Echternach op Walcheren.[25]
- Oostperkweg
- Ooststraat
- Opaal
- Oranjelaan
- Oud Arnemuidsvoetpad
- Oude Koudekerkseweg
- Oude Veerseweg
- Oude Vlissingseweg - hoofdverbinding tussen Middelburg en Vlissingen voor de aanleg van het Kanaal door Walcheren, daarna werd dit de Nieuwe Vlissingseweg, parallel aan de westzijde van het kanaal.
- Oude Werfstraat
- Overloperhof - genoemd naar de straat 'De Overloper'.

### P
- P.J. Meertensstraat - Piet Meertens (1899-1905), taalkundige, dialectoloog en volkskundige, oprichter Meertens Instituut, "meneer Beerta" (Het Bureau).
- Papenstraat
- Papisland - landbezit van de abdij Echternach op Walcheren.[25]
- Parelduikerhof
- Parelplein - Parel, sieraad.
- Parelwegje - Genoemd naar verdwenen buitenplaats De Parel.
- Park de Griffioen - Genoemd naar buitenplaats De Griffioen.
- Park de Moucheron - Balthazar de Moucheron (1552 - ca. 1630), reder en medeoprichter van de Vereenigde Oostindische Compagnie.
- Park Overwater - Genoemd naar de buitenplaats Overwater.
- Park van Nieuwenhove
- Park Veldzigt - Genoemd naar buitenplaats Veldzigt.
- Parklaan
- Paukenweg
- Paul Butterfieldstraat
- Paus Johannes XXIII-laan
- Pauwpoort
- Penninghoeksingel
- Philippus Lansbergenstraat - Philippus Lansbergen (1561-1632), predikant, wiskundige en astronoom.
- Piersland - landbezit van de abdij Echternach op Walcheren.[16]
- Piet Heinstraat - Pieter Pietersen Heyn (1577-1629), Nederlands zeevaarder.
- Pieter Boddaertstraat
- Pieter Duvelaer van Campenstraat - Pieter Duvelaer van Campen (1704-1770), schepen en raad van Middelburg.
- Pieter Gootjesstraat - Pieter Gootjes (1915-1944), Nederlands verzetsstrijder.[42][43]
- Pijpstraat - Verwijst naar opslag van pijpen (vaten) wijn.[34]
- Pinakel - Pinakel, torenvormig bouwkundig element.
- Plein 1940 - Aangelegd in plaats van ruïnes na Bombardement op Middelburg in 1940.
- Pluimstraat - Onbekend.
- Podium
- Poelendaelesingel - Genoemd naar voormalige boerderij Poelendaele.[44]
- Poelendaeleweg - Idem.
- Poortershove - Poorter, inwoner van stad met burgerrecht.
- Poppenroedestraat - Genoemd naar voormalig ambacht en buitenplaats Poppenroede.[45]
- Poproute - Popmuziek, een muziekstijl.
- Populierenlaan - Populier, een boom uit de wilgenfamilie.
- Postbus
- Pottenbakkerssingel
- Pottenmarkt
- President Kennedylaan - John F. Kennedy, 35e president van de Verenigde Staten.
- President Rooseveltlaan - Franklin Delano Roosevelt, 32e president van de Verenigde Staten.
- President Wilsonlaan - Woodrow Wilson, 28e president van de Verenigde Staten.
- Prins Bernhardstraat - Bernhard van Lippe-Biesterfeld. voormalig prins-gemaal van koningin Juliana der Nederlanden.
- Prins Hendrikstraat - Hendrik van Mecklenburg-Schwerin, voormalig prins der Nederlanden, echtgenoot van Wilhelmina der Nederlanden.
- Prins Johan Frisostraat - Friso van Oranje-Nassau van Amsberg, voormalig prins der Nederlanden.
- Prins Mauritsstraat - Maurits van Oranje-Nassau, Van Vollenhoven, prins van Oranje-Nassau.
- Prins WIllem-Alexanderstraat - Willem-Alexander der Nederlanden, Koning der Nederlanden, voormalig prins der Nederlanden.
- Prinsenhove - Prins, adellijke en/of vorstelijke titel.
- Prinsenlaan - Idem.
- Prinses Beatrixstraat - Beatrix der Nederlanden, prinses en koningin der Nederlanden.
- Prinses Irenestraat - Irene der Nederlanden, prinses.
- Prinses Margrietstraat - Margriet der Nederlanden, prinses.
- Prinses Marijkeplein - Christina der Nederlanden, prinses.
- Prinses Maximastraat - Máxima Zorreguieta, prinses en koningin der Nederlanden.
- Prooijenseweg
- Punt
- Puntpoortstraat

### R
- Radenhove
- Ramsburgerweg
- Ravensteijnweg
- Regentenlaan
- Reigerstraat - Voormalige Vogelstraat, verwijst mogelijk naar het huis 'Oudevaer' (ooievaar).[34]
- Reijersweg
- Rentmeesterlaan
- Rijnstraat
- Rob Hoekestraat
- Robert Johnsonstraat
- Robijnplaats
- Romp
- Rondeel
- Roompotpad
- Roosterstraat
- Roozenburglaan
- Rotterdamsekaai
- Rouaansekaai
- Rozemarijnstraat - Mogelijk een spotnaam voor een achterbuurtstraatje, of verwijzing naar hier wonende versiersters die groen aanbrachten bij speciale gelegenheden.[34]
- Rustenburgplantsoen
- Rustenburgstraat
- Rusthofstraat

### S
- Saffier - Saffier, een kostbare edelsteen.
- Saffierplaats - Idem.
- Sandberglaan - Willem Cornelis Sandberg (1908-1949), burgemeester van Middelburg van 1946 tot 1949.[46]
- Schellachseweg - Schellach, een buurtschap en voormalig dorp ten noorden van Middelburg.
- Schenge - De Schenge, voormalig vaarwater tussen het eiland Wolphaartsdijk en Zuid-Beveland.
- Schepenenhof - Schepen, een lokale openbare bestuurder.
- Schepenenlaan - Idem.
- Scholeksterstraat - Scholekster, een vogel.
- Schotelweg
- Schoutstraat - Schout, middeleeuwse ordehandhaver.
- Schroeweg
- Schuddebeursstraat
- Schuiffelstraat
- Schuitvlotstraat
- Schuttershofstraat
- Schweitzerstraat
- Segeerssingel - verwijst naar heer Gerard van Voorne, burggraaf van Zeeland of anders naar Sint Geertruid, patrones van de reizigers.[47]
- Segeerstraat - Idem.
- Segeersweg - Idem.
- Seintoren
- Seisbolwerk
- Seisdam
- Seislaan
- Seispark
- Seisplein
- Seissingel
- Seisstraat
- Seisweg
- Siloweg
- Simon van Beaumontstraat
- Simpelhuisstraat
- Singelstraat
- Singelweg
- Sint Antheunisstraat
- Sint Barbaragang
- Sint Jansgang
- Sint Janstraat
- Sint Jorisstraat
- Sint Laurenslaan
- Sint Pieterstraat - Deze straat liep naar de Noordmonsterkerk die gewijd was aan Sint Pieter.
- Sint Sebastiaanstraat
- Sir Winston Churchill-laan
- Sleedoornlaan
- Smaragd
- Smidsbolwerk
- Spanjaardstraat - De straat heette oorspronkelijk Spaengen, waarnaar dit precies verwijst is onduidelijk.[34]
- Speeltoren
- Spinhuisweg
- Sportlaan
- Sprencklaan
- Spuistraat - Aan de oostkant van deze straat lag een spuikanaaltje.[34]
- Stadhouderslaan
- Stadhuisstraat
- Stadsambachtsweg
- Stadsschuur
- Statenhove
- Statenlaan
- Stationsstraat
- Steenloperstraat
- Steunbeer
- Strandplevierhof
- Stromenweg
- Stroopoortgang
- Suikerpoort
- Suikerpoortgang

### T
- 't Bijltje - Het Bijltje, 17e-eeuwse herberg die ongeveer op deze plek stond.[48]
- 't Hof Lustenburg - Hof Lustenburg, een 17e-eeuwse buitenplaats.[49]
- 't Zanddorp - 't Zand, voormalige buurtschap, tegenwoordig wijk van Middelburg.
- Tamariskenlaan - Tamarisk, een plant.
- Tappershofstraat - De Tappershof, een voormalige hofstede.[50]
- Ter Hoogestraat - Landgoed Ter Hooge.
- Ter Vestelaan - De Veste, andere naam voor het Bolwerk.
- Teresastraat - Moeder Teresa, Albanese katholieke zuster, ontving de Nobelprijs voor de Vrede.
- Titus Brandsmakwartier - Titus Brandsma, karmelietenpater, theoloog, oorlogsslachtoffer.
- Toorenvliedtwegje - Toorenvliedt, buitenplaats die door bebouwing geïntegreerd is in Middelburgse bebouwing.
- Topaas - Topaas, mineraal dat als edelsteen wordt gebruikt.
- Topaasplaats - Idem.
- Torenhofstraat - Torenhof, voormalige hofstede, stond aan de Torenweg, verwijst naar een voormalige toren bij buitenhuis Wateringhe.[16]
- Torentijdweg - Idem.
- Torentrans - Torentrans, omgang rond een toren.
- Torenweg - Zie Torenhofstraat.
- Touwbaan - Touwbaan op de voormalige VOC-scheepswerven.
- Traptoren - Traptoren, toren met daarin als belangrijkste of enige functie een trap.
- Trix Terwindtstraat - Trix Terwindt (1911-1987), Nederlands stewardess en verzetsstrijder.
- Trompstraat - Maarten Harpertszoon Tromp (1598-1653) of Cornelis Tromp (1629-1691).
- Tureluurstraat - Tureluur, soort vogel uit de familie van strandlopers en snippen.
- Turkoois - Turkoois, mineraal met een blauwe kleur.
- Tussenmede - Landbezit van de abdij Echternach op Walcheren.[25]

### U
- Uijterschootweg - Familienaam, voorkomend in Middelburg.

### V
- Van Borsselenlaan
- Van Bourgondiëlaan
- Van Citterstraat
- Van Heemskerckstraat
- Van Kleffenslaan - Eelco van Kleffens (1894-1983), Nederlandse minister van buitenlandse zaken tijdens de Tweede Wereldoorlog.
- Van Serooskerkelaan
- Van 't Hoffweg - Jacob Willem van 't Hoff (1886-1961), burgemeester van Sint Laurens (1930-1944, 1944-1961).
- Varkensmarkt
- Veersebolwerk
- Veersegatstraat
- Veersehof
- Veersepad
- Veersesingel
- Veerseweg
- Veldmaarschalk Montgomerylaan - Bernard Law Montgomery (1887-1976), Britse generaal en veldmaarschalk.
- Verwerijstraat - Deze straat liep vanaf de Zuidsingel richting een ververij. [34]
- Vijf Ringen
- Vinkenhof
- Vismarkt
- Vlasmarkt
- Vlissingsebolwerk
- Vlissingse Molenstraat, verwijst mogelijk naar molen De Hoop aan het Vlissings Bolwerk, die zich in de buurt van deze straat bevindt.
- Vlissingsesingel
- Vlissingsestraat
- Vluchtenburgstraat
- Vogelstraat
- Volderijlaagte
- Volderijstraat
- Volkerakstraat - Volkerak, een water ten zuidoosten van Goeree-Overflakkee.
- Voltaweg - Voltage.
- Voorborch - Voorborch, verwijst naar de positie van de positie van Koudekerke tussen Vlissingen en Middelburg.[51]
- Vreedenburg - Vreedenburg, een voormalige hofstede, verloren gegaan in 1944, lag aan een zijweg van de Segeersweg.[16]
- Vreedenburgstraat - Idem.
- Vrijlandstraat - Vrijland, vroegere benaming voor belastingvrij land, in dit gebied lag ook een stuk vrijland.[16]
- Vromoldsland - landbezit van de abdij Echternach op Walcheren.[25]
- Vuurtoren - Vuurtoren, toren aan de kust die met licht schepen waarschuwt voor strandingsgevaar.

### W
- Waalstraat - De Waal, rivier in Nederland.
- Wachttoren - Wachttoren, toren vanwaar de omgeving wordt geobserveerd.
- Wagenaarstraat - Wagenaar, verwijzing naar een achternaam of naar het beroep wagenmaker.
- Walcherseweg - Meest centrale weg op Walcheren.
- Waldammeweg - Waldamme, naam van een hofstede die in de buurt van de huidige weg lag.[52]
- Walensingel - Verwijst waarschijnlijk naar de Waalse gemeenschap in Middelburg.
- Walplein - Dit plein ligt ongeveer op de plek van de omwalling van de voormalige karolingische burcht.
- Walraven van Hallstraat - Wallraven van Hall (1906-1945), Nederlands bankier en verzetsstrijder.
- Watersniphof - Watersnip, een vogel uit de familie van strandlopers en snippen.
- Watertoren - Watertoren, bouwwerk voor wateropslag boven grondniveau.
- Wegje van Blok
- Wellinkwervestraat - Wellinkwerve, voormalig ambacht ten zuiden van Middelburg.
- Welzingestraat - Welzinge, voormalige dorp in het zuid oostelijke deel van Walcheren.[53]
- Westelijke Oude Havendijk - Westelijke dijk van het voormalige havenkanaal.
- Westerscheldeplein - Westerschelde, estuarium van de Schelde.
- Westerscheldestraat - Idem. -
- Westgatstraat - Westgat, vaargeul in de Westerschelde.[54]
- Westmede - Westelijke weide, stond op de lijst van de Abdij van Echternach.[16]
- Wiardi Beckmanlaan - Dr. Herman Bernard Wiardi beckman (1904-1945), redacteur van Illegale Pers.
- Wielingenstraat - Wielingen, zuidelijke hoofdgeul die naar de Westerschelde voert.
- Wijdaudwarsstraat I - Wijdau, naam van voormalige hofstede.[16]
- Wijdaudwarsstraat II - Idem.
- Wijdauplantsoen - Idem.
- Wijdaustraat - Idem.
- Wijngaardstraat - Wijngaard, stuk grond waar druiven worden verbouwd.
- Wilgenhoekweg - Wilg, soort boom.
- Willem Arondeusstraat - Willem Arondeus (1894-1943), Nederlands kunstenaar.
- Willem Barentszstraat - Willem Barentsz (1550-1597), Nederlands ontdekkingsreiziger.
- Willem Teellinckstraat - Willem Teellinck (1579-1622), Nederlands theoloog, werkte vanaf 1613 in Middelburg.
- Willie Dixonstraat - Willie Dixon, Amerikaanse blues muzikant.
- Windwijzer - Windwijzer, meteorologisch instrument, staat vaak op een toren.
- Woudriksland - Land van Woudrik, aangegeven op de lijst van de Abdij van Echternach.[16]

### Z
- Zacharias Jansenstraat - Sacharias Jansen, uitvinder en brillenslijper, woonde in Middelburg.
- Zandkreekstraat - Zandkreek, voormalige arm van de Oosterschelde.
- Zandstraat - Zand.
- Zandvoortweg - Zandvoorde, voormalige vestiging van de Duitse Orde (geestelijke ridderorde), ten zuidoosten van Buttinge.[55]
- Zeerustlaan - Zeerust, een landhuis van Cornelis Evertsen de Jongste.
- Zijpestraat - Zijpe, zeearm in de Zeeuwse Delta.
- Zilvermeeuwstraat - Zilvermeeuw, grote meeuwsoort.
- Zuidmede - Zuidmede, stond op de eigendomst van de Abdij van Echternach (1181-1210).[16]
- Zuidsingel - Zuidelijke singel van het Molenwater (gedempt).
- Zusterplein - Zusterklooster, voormalige kloosterorde van de grauwe zusters.[10]
- Zusterstraat -Idem.
- Zwanenhof - Zwaan, een grote watervogel.
- Zwerfruststraat - Naam van voormalige hofstede, behorende tot buitenplaats Den Dolphijn.[16]

## Straten inArnemuiden

### A
- Akkerlaan - Akker, stuk landbouwgrond.
- Arnestraat - Arne, een voormalige kreek.

### B
- Banjaard - De Banjaard, een stelsel zandplaten voor de Walcherse kust.
- Bereklauwerf - Bereklauw, plant/kruid uit de schermbloemfamilie.
- Bezaanschuit - Bezaanschuit, een schuit, getuigd met een grootzeil, een strijkende gaffel en een giek.[56]
- Boekweitstraat - Boekweit, eenjarige, eetbare plant.
- Boterbloemstraat - Boterbloem, een kruidachtige plant met gele of witte bloemen.
- Botter - Botter, oud Nederlands type vissersvaartuig
- Bremstraat - Brem, struik met goudgele bloemen.
- Bultengat - Bultengat, herkomst onbekend.
- Burgemeester Langebeekestraat - Joos Langebeeke, voormalig burgemeester van Arnemuiden in de periode 1944-1951.[57]
- Burgemeester Hackstraat - Adriaan Hack, voormalig burgemeester van Arnemuiden in de periode 1960-1974.
- Burgemeester Lantsheerweg - Henri Frederik Lantsheer, voormalig burgemeester van Arnemuiden in de periode 1910-1918.

### C
- Calandweg - Calandpolder, naar Abraham Caland, hoofdingenieur van Rijkswaterstaat.[58][59]
- Christiaanpolderweg - Christiaanpolder, met 0,2 hectare oppervlakte de kleinste polder van Zeeland.[60]
- Clasinastraat - Vrouwe Clasina Petronella de Kokelaer, echtgenote van ambachtsheer van Nieuwerkerke, Daniël Rademacher, eigenaar van deze grond.[60]
- Cordeschuit - Cordeschuit, een type vaartuig.

### D
- De Blikkendijk - Blick, naam van buitendijkse landaanwas in het Sloe, aangegeven op oude kaarten.
- De Manstraat - Jan Cornelis de Man, arts, wist in 1843 een uitbraak van typhus in Arnemuiden onder controle te krijgen.[61]
- De Schone Waardin - De Schone Waardin, 18e-eeuwse herberg.[62]
- Derringmoerweg - Derringmoer, darinkdelven van moer, ofwel moenering.
- Deurloo - Deurloo, voormalig zeegat ten zuiden van Walcheren.[22]
- Distelstraat - Distel, stekelige plant.
- Doeleweg - Boerderij Den Doel.[63]
- Dokpolderweg - Dokpolder, 2 hectare, deel van bebouwing Arnemuiden.[60]
- Dokstraat - Ligt in de Dokpolder.[60]
- Dokter Van der Moerstraat - Huisarts M.L. van der Moer, heeft 38 jaar in Arnemuiden een praktijk gehad.[64]
- Dorpsstraat - Hoofdstraat in het dorp Kleverskerke.

### G
- Gerstakker - Gerst, een graansoort.

### H
- Hoogaars - Hoogaars, zeilschip, voornamelijk gebruikt door Zeeuwse vissers.
- Houwerstraat - Houwer, ook wel spuikom, aangelegd ten oosten van Arnemuiden in 1620, dichtgeslibd, in gebruik genomen als Houwerpolder.[60]

### K
- Kanaaldijk - Dijk langs het Arnekanaal.
- Keetweg - Zoutketen, stonden hier vroeger voor zoutwinning.
- Kerklaan - Gereformeerde Kerk ligt aan deze weg.
- Klaproosstraat - Klaproos, een plant.
- Klaverakker - Klaver, een plant.
- Koningin Julianalaan - Juliana der Nederlanden, Koningin der Nederlanden van 1948-1980.
- Korenbloemlaan - Korenbloem, eenjarige plant.
- Kotter - Kotter, vaartuig, veel toegepast in de visserij.
- Kraaijenholseweg - Verwijst waarschijnlijk naar de Kraaijepolders in Zuid-Beveland.

### L
- Lamsoor - Lamsoor, plant.
- Langerakpolderweg - Langerakpolder, ook wel Arnemuidsche Polder, ontstaan door afdamming van het Arnemuidsche Gat in 1818.[60]
- Langstraat -
- Lionstraat - Lion, ook wel Leon of het Leeuwertje, vermoedelijk een verwijzing naar Jan van Leeuwen die in deze straat een brouwerij had.[65]
- Luteijnstraat - J.O. Luteijn, scheepsreder, stichtte in 1862 een visdrogerij, later rokerij, in Arnemuiden.[66]

### M
- Maisakker - Maïs, graan, behorend tot een grassoort.
- Mansfeldstraat - Mansfeld, bevelhebber van troepen die in Arnemuiden waren gelegerd ten tijde van het Beleg van Breda.[67]
- Markt - Voormalig martkplein, grotendeels in gebruik als parkeerterrein, voor de kerk.
- Middelgat - Middelgat, geul in de Westerschelde, vervolg van de Geul van Baarland.[68]
- Molenweg - Weg langs de molen.
- Molenzicht - Weg onder de molen.
- Muidenweg - Muide, uitdrukking voor de monding van een rivier op zee.[69]

### N
- Nieuwlandseweg - Nieuwland, voormalige naam van Nieuw- en Sint Joosland.
- Nieuwstraat -
- Noordstraat - Straat richting het noorden vanaf de Arnemuidse Markt.
- Noordwal - Voormalige noordelijke wal.

### O
- Oostgat - Oostgat, vaargeul in de Westerschelde.
- Oostgatplein - Idem.
- Ooststraat - Oosten, windstreek.
- Oostweg - Idem.
- Oranje Nassaustraat - Oranje Nassau, Koninklijk huis.
- Oranjeplaat - Oranjeplaat, onbewoond eiland in het Veerse Meer.
- Oranjepolderseweg - Oranjepolder, bedijkt in 1618.[60]
- Oude Havenstraat - Oude Haven van Arnemuiden.
- Oude Kleverskerseweg - Voormalige hoofdweg richting Kleverskerke.

### P
- Pereboomweie - Perenboom, boom waar peren aan groeien.
- Pinksterbloemlaan - Pinksterbloem, een plant, voorkomend in Nederland en België.
- Platteweg - Waarschijnlijk letterlijk een 'platte weg'
- Postbus - Postbus, opslag voor afgeleverde post.
- Prins Bernhardstraat - Bernhard van Lippe-Biesterfeld. prins-gemaal van koningin Juliana der Nederlanden.
- Prins Clausstraat - Claus van Amsberg, prins-gemaal van koningin Beatrix.
- Prinses Beatrixstraat - Beatrix der Nederlanden, prinses en koningin.
- Prinses Margrietstraat - Margriet der Nederlanden, prinses.

### R
- Radermacherstraat - adellijk geslacht Radermacher, voormalig eigenaar van Nieuwerkerkerpolder.
- Ridderspoor - Ridderspoor, plant uit de ranonkelfamilie.
- Roelse's weg - Roelse, familienaam, waarschijnlijk naar een boerenhof Roelse.
- Roompot - Roompot, vaargeul in de Oosterschelde

### S
- Schokker - Schokker, een type schip.
- Schoolstraat - School.
- Schorerstraat - Schorer, adellijk geslacht, heeft nieuwerkerkerpolder in eigendom.
- Schouw - Schouw, oud type visserschip.
- Schuttershof - In Arnemuiden waren drie schuttershoven gevestigd.[70]
- Singel - Singel, engiste overgebleven stuk singel in Arnemuiden.
- Slaak - Slaak, voormalig water tussen Noord-Brabant en Sint-Philipsland.[71]
- Sloep - Sloep, een kleine schuit.
- Sloeweg - Sloe, voormalig water tussen Zuid-Beveland en Walcheren.
- Spoorstraat - Straat langs het spoor.
- Stationsplein - Plein bij het station.
- Steendiep - Deel van de Schelde.
- Steigerweg - Steiger, aanlegplaats voor schepen.

### T
- Tarweakker - Tarwe, een graansoort.
- Tuindorp - Tuin, stuk grond met planten.

### V
- Van Cittersweg - Willem Aarnoud van Citters, raadspensionaris van Zeeland in de periode 1788-1795.
- Van Vollenhovenstraat - Pieter van Vollenhoven, echtgenoot van prinses Margriet.
- Veersegat - Veerse Gat, deel van het Veerse Meer.
- Veerseweg - Weg vanaf Arnemuiden richting Veere.
- Verlengde Walstraat - Verlenging van de Walstraat.
- Verlengde weg naar Veere - Verlenging van de 'Weg van Kleverskerke naar Veere'
- Vlasakker - Vlas, een gewas, geteeld voor vezel of olie.

### W
- Walstraat - Voormalige wal.
- Weegbreelaan - Weegbree, een plant.
- Westdijkstraat - Westelijke dijk in Arnemuiden.
- Westwal - Westelijke voormalige wal van Arnemuiden.
- Wielingen - Wielingen, zuidelijke hoofdgeul tussen de Noordzee en Westerschelde.
- Wilhelminapolderweg - Wilhelminapolder, bedijkt in 1809.[60]

### Z
- Zandkreekplaatweg - Zandkreekplaat, eiland in het Veerse Meer.
- Zeekraal - zeekraal, zoutverdragende plant.
- Zilverenschorweg - Het Zilveren Schor, drooggevallen schorren, bebost.[72]
- Zoutketenweg - Zoutketen, stonden hier vroeger voor zoutwinning.
- Zoutneringstraat - Idem.
- Zuidwal - Zuidelijke voormalige wal van Arnemuiden.
- Zuster Van Donkstraat - Nel van Donk, wijkzuster in Arnemuiden in de periode 1951-1979.[73]

## Straten inNieuw- en Sint Joosland

### A
- Achter de Kerk - Straat achter de Dorpskerk.

### B
- Binnendijk - Binnendijk, een tweede dijk.
- Boomdijk - Dijk, beplant met drie rijen bomen.

### D
- Derde Weg -

### E
- Eerste Weg -

### H
- Hoge Stelle - Een Stelle is een (on)natuurlijke opgworpen hoogte op de schorren als toevlucht voor schapen tegen hoge vloeden.[74]

### K
- Kerkplein - Plein voor en naast de dorpskerk
- Kerkstraat - Straat recht tegenover de dorpskerk.
- Klompenpad - Klompen, houten schoeisel.
- Korteweg - Een korte weg.
- Kraayerthavenstraat - Kraayerthaven, deel van de Vlissingse haven.

### L
- Langeweg - Lange weg, verbindt Nieuw- en Sint Joosland met Arnemuiden.

### M
- Molendijk - Dijk bij de korenmolen Buiten Verwachting.
- Molenweg - Idem.
- Mortierepolder - Mortierepolder, polder bedijkt in 1846.[60]

### N
- Nieuwlandseweg - Nieuwland, voormalige naam van Nieuw- en Sint Joosland.

### O
- Oude Dijk - Voormalige dijk.
- Oude Rijksweg - Voormalige Rijksweg voordat de snelweg A58 werd aangelegd
- Oude Schroeweg - Schroe, herkomst onduidelijk.

### P
- Postbus - Postbus, een voorziening om post op te slaan.

### Q
- Quarleshavenstraat - Quarleshaven, deel van de Vlissingse haven.

### R
- Rijksweg A58 - Rijksweg 58.

### S
- Scheldepoortstraat - Scheldepoort, een bouwwerf in de Vlissingse haven.
- Sint Jooslandstraat - Sint Joosland, gehucht, heet tegenwoordig Oudedorp.
- Sloehavenstraat - Sloehaven, deel van de Vlissingse haven.

### T
- Trekdijk -
- Tweede Weg -

### V
- Van Akenstraat - Herkomst onduidelijk, refereert misschien naar Jan van Aken of Jeroen van Aken.
- Veerdam - Dam, aangelegd tussen het Oosthavenhoofd en Veerhuis.[75]
- Veerstraat - Straat richting de Veerdam.

### W
- Walravenstraat - Jacobus Walraven, voormalig burgemeester van Nieuw- en Sint Joosland tussen 1825-1851.

### Z
- Zaagmolendijk - Hier stonden vroeger acht houtzaagmolens.[76]
- Zaagmolenpolder - Idem.
- Zeeburgstraat - Zeeburg, beter bekend als Fort Rammekens.